# Quận Montgomery, Kansas
Quận Montgomery là một quận thuộc tiểu bang Kansas, Hoa Kỳ. Theo điều tra dân số năm 2000 của Cục điều tra dân số Hoa Kỳ, quận có dân số 36.252 người. Quận lỵ là Independence,6 còn thành phố đông dân nhất là Coffeyville.